# Dodge Viper
La Dodge Viper è un'autovettura sportiva statunitense, prodotta dal gruppo Chrysler a marchio Dodge a partire dal 1992. Dal suo debutto è stata prodotta in quattro generazioni (due serie distinte con due aggiornamenti ciascuna) fino al 2010. Nel 2012 ha debuttato la quinta generazione che venne commercializzata a marchio SRT fino al 2014 per poi essere rimarchiata Dodge. In alcuni mercati europei la vettura è stata commercializzata a marchio Chrysler.

## Sviluppo e versioni

### 1992-2002 (RT/10 e GTS)
La Viper venne sviluppata come interpretazione moderna delle muscle car. Secondo alcuni, la fonte d'ispirazione che portò alla realizzazione di questa vettura può essere trovata nella AC Cobra, progettata da Carroll Shelby con la sua Shelby-American, una piccola vettura sportiva; la versione finale della Viper è però troppo grande e potente per poter immaginare un collegamento tra le due auto. Anche se Shelby venne coinvolto nella realizzazione della Viper, molti videro nelle voci che davano la Viper sviluppata dalla Cobra una mera operazione di marketing.
Il primo prototipo fu testato nel dicembre del 1989 e il debutto avvenne nel 1991 quando tre Viper furono utilizzate nel ruolo di pace car nella 500 miglia di Indianapolis.
Le vendite iniziarono nel gennaio del 1992. In una sola versione, con tetto tipo Targa, era disponibile la RT/10 Roadster. A questa seguì un modello coupé denominato GTS. La caratteristica principale di questa versione era data dal tetto a doppia bolla. In pratica il tetto sopra i sedili era leggermente rialzato in modo che gli occupanti potessero sedere anche se indossavano il casco. Questo tetto, che potrebbe sembrare un esercizio di stile, era legato al fatto che le prestazioni della Viper l'avevano resa molto popolare tra i piloti sia professionisti che dilettanti. Infatti le Viper sono state utilizzate nelle gare di accelerazione, su strada e nelle drift race, cioè le gare di sbandata molto popolari in Giappone.
Il fulcro di quest'auto è il suo motore. Inizialmente progettato come motore per veicoli commerciali ed utilizzato sui truck del gruppo Chrysler, basato sulla serie di motori LA, venne alleggerito dalla Lamborghini, in quel momento controllata dalla Chrysler, come la Dodge. Il blocco cilindri e le testate del motore Dodge V10 vennero sostituite da elementi realizzati in lega leggera, riducendo così sensibilmente il peso originario di 360 kg, improponibile per un'auto sportiva. Gli ingegneri emiliani proposero anche degli ulteriori miglioramenti per il propulsore; la Chrysler, tuttavia, ancora incerta sui costi di produzione della vettura e soprattutto sul potenziale di vendita, preferì non attuarli. In seguito il progetto del motore fu rivisitato e, dopo che era stato migliorato dalla casa bolognese, erogava 400 CV (298 kW) e 664 Nm di coppia motrice. Grazie alla sua grande coppia che permetteva di utilizzare rapporti lunghi, il consumo extraurbano della macchina, se utilizzata con giudizio, era estremamente basso per un'auto di questo tipo: 11.2 litri x 100 km (21 miglia x gallone US).

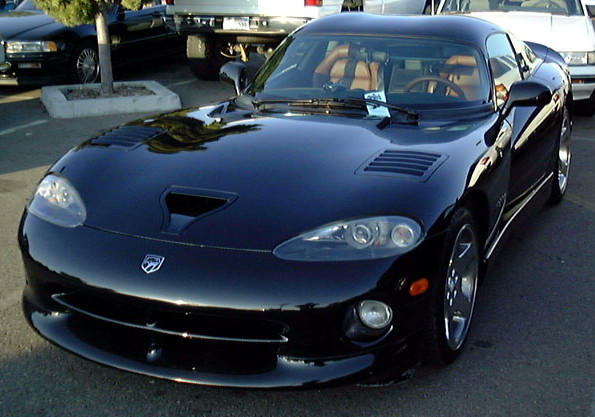
Una Dodge Viper GTS

La carrozzeria della vettura è realizzata in tubi di acciaio ricoperti da pannelli in vetroresina RTM. La Viper segue la configurazione tipica delle vetture sportive americane con il motore anteriore e la trazione posteriore. Altre caratteristiche della vettura erano l'assenza di ogni aiuto alla guida (come per esempio l'ABS o il controllo della trazione) e il peso, di soli 1.488 kg. Per quanto riguarda le prestazioni la Viper percorreva i 400 metri (un quarto di miglio) in 12,9 secondi mentre la sua velocità massima era di 264 km/h.
Nei modelli successivi la potenza del motore aumentò. Nel 1996 fu introdotta la variante coupé, denominata Viper GTS, forniva 450 CV (335 kW). Questo modello ridusse di 0,7 secondi la percorrenza sui 400 metri mentre nel contempo la velocità massima aumentava di 35 km/h.
Per la Viper vennero inoltre realizzate anche delle parti speciali, prodotte da ditte terze, che incrementavano ulteriormente le prestazioni.
La Chrysler realizzò anche una versione da competizione della Viper, la GTS-R, con la quale partecipò Campionato FIA GT inizialmente nella classe GT2 poi divenuta GT e vincendo: 5 titoli costruttori dal 1997 al 2002, 2 titoli costruttori American Le Mans Series nel 1999 e nel 2000, la vittoria assoluta della 24 Ore di Daytona del 2000 e 3 vittorie di classe alla 24 Ore di Le Mans nel 1998-1999-2000. Nel 1998 la Viper GTS-R corse anche nel JGTC in forza al team Taisan Advan e pilotata da Eichiie Tajima. Ottenne però un solo punto nell'ultima gara in classe GT500, quando Tajima venne sostituito al volante da Anthony Reid.
Nei primi sei anni di produzione furono vendute più di 10.000 Viper. In Europa, tranne che in Germania e Italia dove la vettura veniva venduta con il marchio Dodge, la Viper veniva venduta come auto della Chrysler.
Nel 1999 la Dodge realizzò una versione speciale ad alte prestazioni della Viper GTS, denominata ACR (sigla di American Club Racing). Tale vettura era più leggera di 26 kg rispetto alla versione standard grazie a numerose eliminazioni riguardanti la strumentazione di bordo. Inoltre, grazie a nuovi filtri dell'aria K&N e ad un nuovo impianto di aspirazione, la potenza venne elevata fino a 460 CV, con una coppia massima di 678 Nm. Le sospensioni sono state irrigidite e i cerchioni di serie sono stati sostituiti con modelli BBS da 20 razze.

### 2003-2010 (SRT-10)

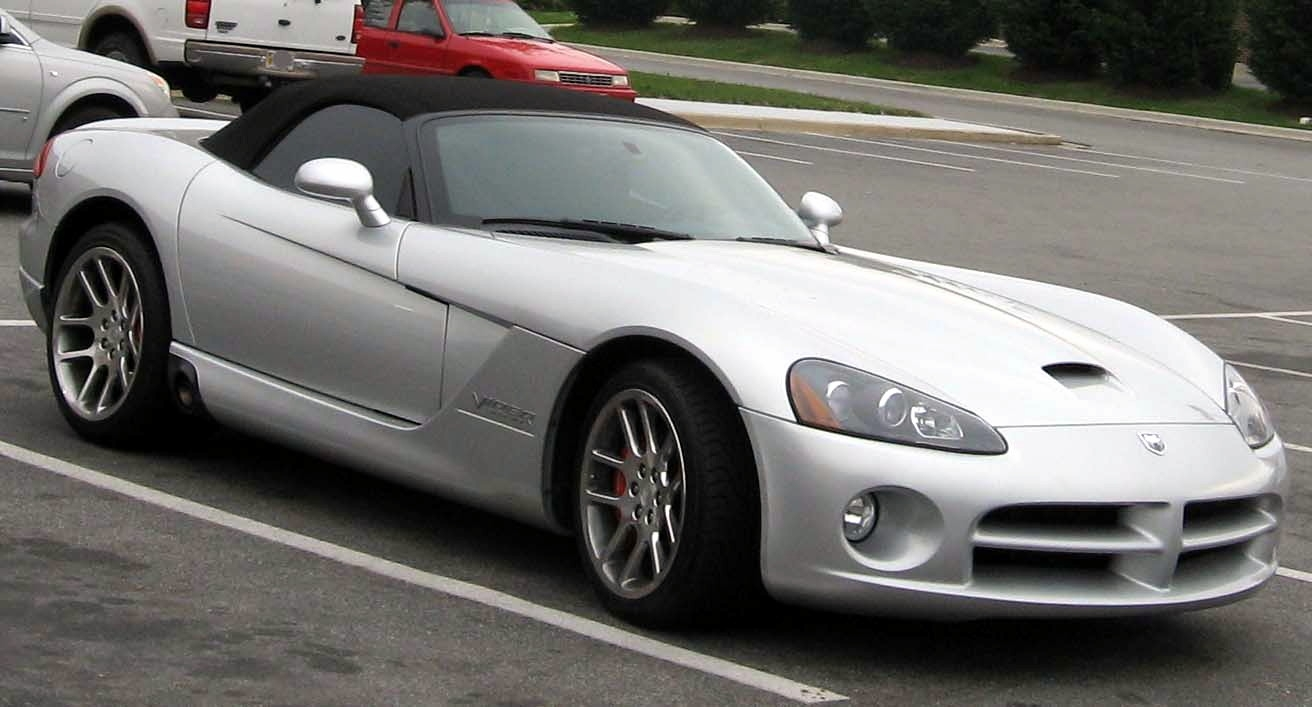
La Viper SRT-10 roadster

La Viper venne sottoposta ad una rivisitazione nel 2003. Fu la DaimlerChrysler Performance Vehicle Operation, ora Street and Racing Technology o SRT, che si occupava dello sviluppo delle vetture più potenti del gruppo a realizzarlo.
Nacque la nuova Viper SRT-10 che era profondamente rivista sia nel profilo estetico, con una nuova e più spigolosa carrozzeria, che nel motore. Il propulsore è un 8,3 litri V10 con angolo di 90° ad iniezione elettronica diretta multipoint che eroga oltre 500 CV (372 KW) a 5600 giri/minuto, lo stesso del Dodge Ram SRT10. Grazie a ben 712 N·m di coppia motrice massima a 4250 giri/minuto l'auto scatta da 0–100 km/h in 3,9 s (anche se il tempo reale è superiore per colpa dell'assenza del controllo della trazione) e raggiunge la velocità massima di circa 315 km/h.
I consumi di carburante nel misto sono sempre elevatissimi, ovvero 3,5 km/l. Il cambio è manuale a sei marce come per tutte le Viper prodotte, usato come alternativa al più veloce sequenziale con paddle al volante, e montato su quasi tutti i veicoli Dodge dell'epoca. Monta degli pneumatici P275/35ZR18 anteriori e P345/30ZR19 posteriori. Come la Viper precedente, non ha aiuti elettronici alla guida.
All'inizio una sola versione, la roadster (decappottabile), è stata resa disponibile. La versione coupé è stata presentata, come model year 2006, al Detroit Auto Show del 2005.

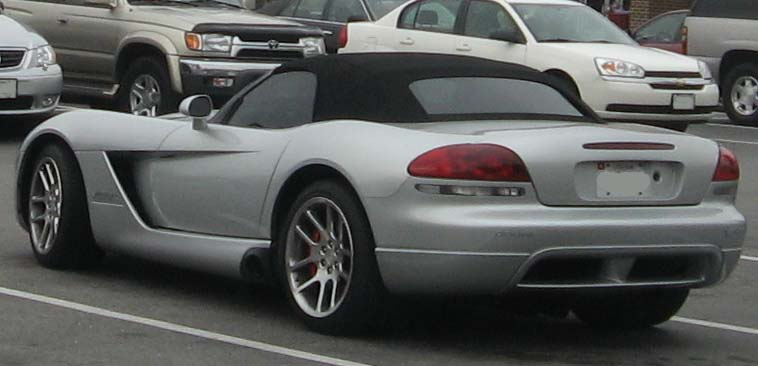
Vista posteriore della SRT-10

Questa auto riprende l'estetica del tetto e delle parti laterali della Competition Coupe, una versione speciale utilizzabile solo per le competizioni che ha sostituito la GTS-R non più in produzione. Nella Competition Coupe ogni accessorio o parte non necessario è stato eliminato riducendo il peso di circa 169 kg. Sono stati montati tutti i componenti necessari alla sicurezza quali roll bar, serbatoi gara e altri equipaggiamenti simili. Coppia e potenza sono state aumentate, attraverso delle modifiche. La vendita di questa vettura avviene direttamente richiedendola alla Dodge e il suo prezzo si dovrebbe aggirare intorno ai 120.000 dollari USA. La Competition Coupe ha preso parte al campionato statunitense SCCA e al Mondiale FIA GT.
Al salone di Detroit 2007 venne presentata la Dodge Viper 2008. Il motore venne aumentato a 8,4 litri e la potenza raggiunse i 600 CV con una coppia di 760 N·m. Disponibile sia in versione roadster che coupé, si riconosceva esteticamente dallo spoiler e dalle prese d'aria ulteriormente maggiorate per migliorare il raffreddamento del V10. Vennero introdotte inoltre 5 nuove tinte di carrozzeria.
Uscita ufficialmente dal listino Dodge, all'inizio di luglio 2010 è uscita dalle catene di montaggio l'ultimo esemplare.
Già all'atto dell'uscita dai listini di questo modello, il management di Fiat SpA (neoproprietario dei marchi Chrysler e Dodge) annunciò che ne sarebbe stata presto presentata una rinnovata versione, egualmente performante ma più parsimoniosa. Nell'estate 2011 sono stati avvistati i primi prototipi e muletti di questa vettura, il cui debutto commerciale è previsto per il 2013, non più commercializzata come Dodge ma sotto il nuovo marchio SRT; con l'occasione è stato anche ridisegnato il logo della vettura, ora chiamato "Stryker".
Nonostante l'interruzione della produzione, nel 2010 la Dodge presentò una nuova versione da competizione della Viper, omologata per i campionati SCCA, NASA e Viper Cup. Rispetto al modello di serie, la cosiddetta ACR-X aveva un alleggerimento di 73 kg del peso complessivo, aerodinamica sviluppata, sospensioni regolabili, testata modificata e scarico aperto.

### 2012-2017 (SRT Viper e Dodge Viper SRT)

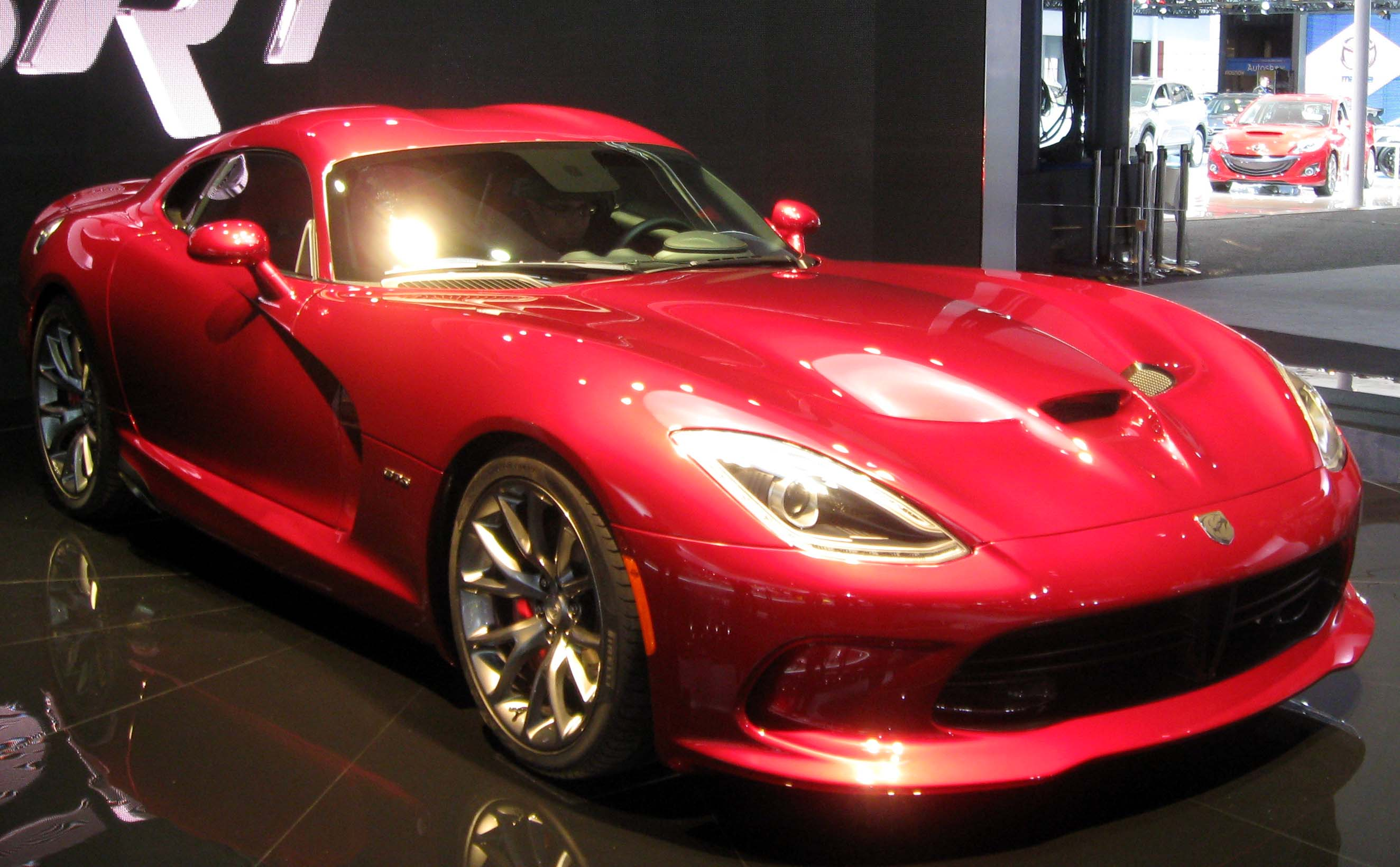
La SRT Viper presentata al Salone dell'automobile di New York 2012

Nell'aprile 2012 è stata presentata una quinta generazione della Viper, commercializzata sotto il marchio SRT.
Questa versione, pur presentando una linea che non è altro che un'evoluzione delle precedenti, è stata interamente riprogettata da zero, e mostra interni molto più affinati che in passato.
Il motore è un V10 8,4 L da 649 CV di potenza (477 kW) per 814 Nm di coppia motrice, e per la prima volta è dotata di sistemi elettronici per aiutare il guidatore che sono però disattivabili. Nel 2014 il marchio SRT viene accorpato a Dodge per identificare i modelli sportivi della casa statunitense e la vettura venne di nuovo commercializzata come Dodge Viper SRT fino all’agosto 2017 quando uscì definitivamente di produzione e lo stabilimento di Connor Avenue (Detroit) venne chiuso.

## Prestazioni
Dodge Viper RT/10 (1992)
- 0–100 km/h: 4,6 s.
- 0–160 km/h: 9,3 s.
- Velocità massima: 264 km/h

Dodge Viper GTS (1996)
- 0–100 km/h: 4,0 s.
- 0–160 km/h: 8,7 s.
- Velocità massima: 310 km/h

Dodge Viper SRT-10 (2003)
- 0–100 km/h: 3,9 s.
- 0–160 km/h: 8,4 s.
- Velocità massima: 315 km/h

Dodge Viper SRT-10 (2008)
- 0–100 km/h: 3,6 s.
- 0–160 km/h: 7,6 s.
- Velocità massima: 325 km/h

## Versioni speciali

### Dodge Viper SRT10 ACR
Presso il Salone di Los Angeles del 2007, la Dodge ha presentato una versione limitata della Viper SRT10, denominata ACR (American Club Racer) in onore della vettura da competizione, vincitrice sia della 24 ore di Le Mans che della 24 ore di Daytona. Meccanicamente la vettura si presenta invariata rispetto alla versione standard, mentre sono stati eliminati numerosi componenti dagli accessori di serie, permettendo un alleggerimento di 18 kg. La strumentazione è stata convertita da analogica a digitale ed è stato aggiunto un cronometro per calcolare in tempo reale i tempi sul giro. La carrozzeria è stata potenziata aggiungendo un kit aerodinamico in carbonio: lo spoiler anteriore maggiorato è regolabile, così come quello posteriore che, sempre in fibra di carbonio, può generare un effetto suolo di 455 kg a 220 km/h, con un'accelerazione laterale pari 1,5 g. Le sospensioni sono state modificate come anche i freni maggiorati, mentre gli pneumatici standard sono stati cambiati con modelli Michelin Pilot Sport Cup DOT regolari per la circolazione stradale. La Viper SRT10 ACR ha inoltre segnato sull'albo d'oro l'incredibile tempo di 7:22.1 sul circuito del Nürburgring. Questa versione è stata utilizzata come base dalla Zagato per produrre la versione stradale dell'Alfa Romeo TZ3 in una serie limitata di 9 esemplari.

### Chrysler Firepower
Dalla Dodge Viper SRT10 derivò la concept car Firepower della Chrysler. Il corpo vettura era realizzato in acciaio ed era dotata di trasmissione SRT-8 e di un propulsore V8 6.1. Freni, sospensioni e telaio rimanevano invece invariati. Il tetto era in vetro per accentuare la spaziosità della vettura. L'accelerazione da 0 a 100 km/h avveniva in 4,5 secondi, mentre la velocità massima era di 288 km/h.